# 九龍巴士62X線
九龍巴士62X線是香港一條新界巴士路線，來往兆康站（南）及鯉魚門邨，途經景峰花園、新墟、屯門市中心、安定邨／友愛邨、豐景園、屯門公路、龍翔道、黃大仙、新蒲崗／鑽石山、九龍灣、牛頭角、觀塘市中心、藍田及油塘。
九龍巴士62P線是62X線之特別班次，由屯門市中心單向開往鯉魚門邨，只於平日上午繁忙時間提供服務，其走線和停站安排皆與62X線延長至兆康站（南）前相同。

## 歷史
- 1987年10月26日：62X線投入服務，當時本來往屯門市中心及鯉魚門，只於每日繁忙時間行走，以取代居民巴士NR71線的服務，成為新界西北首條來往觀塘區的專營巴士路線[3][4]。
- 1988年9月25日至1993年5月31日：配合輕鐵專區法例實施，本線往屯門方向所有屯門區巴士站只准下車，往九龍方向只准上車。
- 1993年3月15日：62X線以空調巴士及非空調巴士混合行走。
- 1993年8月9日：62X線總站由鯉魚門遷往油塘（高超道）臨時巴士總站。
- 1998年8月18日：62X線來回程改經青葵公路、長青隧道及汀九橋。
- 1998年11月30日：配合高超道邨重建工程，62X線總站遷往高超道近高怡邨路旁。
- 1999年9月15日：62X線總站遷往油塘。
- 2001年7月1日：259D線正式代替本路線全日服務的使命。
- 2009年12月25日起：62X線改為全空調服務，象徵所有新界西北區來往九龍的特快線及所有途經長青隧道的巴士路線均轉為全空調服務[5]。
- 2012年7月2日起：62X線因總站重建，觀塘區總站遷往大本型MTR層的油塘公共運輸交匯處。
- 2015年6月27日：62X線增設到站時間預報[6]。
- 2016年5月15日：62X線油塘總站遷往鯉魚門邨公共運輸交匯處[7]。
- 2021年12月19日：
  - 62X線提升至每天全日服務，屯門總站遷往兆康站（南），於景峰花園、新墟增設中途站，來回程加停屯門公路巴士轉乘站，增設屯門公路轉車站往兆康站（南）的分段收費，故和267X同時服務兆康至藍田站一帶 (267X只限平日繁忙時間服務, 不服務油塘及鯉魚門)。
  - 62X線原有上午繁忙時間往鯉魚門邨方向的班次，獨立編號為62P線。[8]
- 2022年10月17日：62X線每日往屯門之頭班車開出時間提早至05:45[9]。
- 2023年11月27日：首次有比亞迪雙層電動巴士行走（BED35/YX6348），是屯門區路線首次使用雙層電動巴士服務，及後於次月正式將分配予屯門車廠之兩部比亞迪雙層電動巴士（上述的BED35及BED8/YX4797）上掛本線。

## 服務時間及班次
62X
| 兆康站（南）開   | 兆康站（南）開 | 兆康站（南）開 | 鯉魚門邨開       | 鯉魚門邨開          | 鯉魚門邨開          | 鯉魚門邨開 |
| 日期             | 服務時間       | 班次（分鐘）   | 日期             | 服務時間            | 班次（分鐘）        |            |
| ---------------- | -------------- | -------------- | ---------------- | ------------------- | ------------------- | ---------- |
| 星期一至五       | 09:30-12:10    | 20             | 星期一至五       | 05:45、06:10、06:35 | 05:45、06:10、06:35 |            |
| 星期一至五       | 12:10-15:55    | 25             | 星期一至五       | 06:50-08:50         | 20                  |            |
| 星期一至五       | 15:55-17:35    | 20             | 星期一至五       | 08:50-15:05         | 25                  |            |
| 星期一至五       | 17:35-18:35    | 15             | 星期一至五       | 15:05-16:45         | 20                  |            |
| 星期一至五       | 18:35-19:15    | 20             | 星期一至五       | 16:45-17:00         | 15                  |            |
| 星期一至五       | 19:15-23:00    | 25             | 星期一至五       | 17:00-17:40         | 10                  |            |
| 星期一至五       | 23:00-00:00    | 30             | 星期一至五       | 17:48、17:56        | 17:48、17:56        |            |
|                  |                |                | 星期一至五       | 18:05-18:30         | 12/13               |            |
| 18:30-19:45      | 15             |                | 星期一至五       |                     |                     |            |
| 19:45-23:05      | 20             |                | 星期一至五       |                     |                     |            |
| 23:05-23:30      | 25             |                | 星期一至五       |                     |                     |            |
| 23:30-01:00      | 30             |                | 星期一至五       |                     |                     |            |
| 星期六           | 09:30-12:30    | 20             | 星期六           | 05:45-06:35         | 25                  |            |
| 星期六           | 12:30-15:00    | 25             | 星期六           | 06:35-09:35         | 20                  |            |
| 星期六           | 15:00-15:40    | 20             | 星期六           | 09:35-16:40         | 25                  |            |
| 星期六           | 15:40-17:25    | 15             | 星期六           | 16:40-17:00         | 20                  |            |
| 星期六           | 17:25-18:25    | 20             | 星期六           | 17:00-18:00         | 12                  |            |
| 星期六           | 18:25-23:00    | 25             | 星期六           | 18:00-19:00         | 15                  |            |
| 星期六           | 23:00-00:00    | 30             | 星期六           | 19:00-23:00         | 20                  |            |
|                  |                |                | 星期六           | 23:00-01:00         | 30                  |            |
| 星期日及公眾假期 | 05:35          | 05:35          | 星期日及公眾假期 | 05:45-06:35         | 25                  |            |
| 星期日及公眾假期 | 06:00-14:00    | 20             | 星期日及公眾假期 | 06:35-12:35         | 20                  |            |
| 星期日及公眾假期 | 14:00-17:20    | 25             | 星期日及公眾假期 | 12:35-16:20         | 25                  |            |
| 星期日及公眾假期 | 17:20-19:40    | 20             | 星期日及公眾假期 | 16:20-18:40         | 20                  |            |
| 星期日及公眾假期 | 19:40-23:00    | 25             | 星期日及公眾假期 | 18:40-20:20         | 25                  |            |
| 星期日及公眾假期 | 23:00-00:00    | 30             | 星期日及公眾假期 | 20:20-23:00         | 20                  |            |
|                  |                |                |                  | 23:00-01:00         | 30                  |            |

62X線於平日早上繁忙時間不設往鯉魚門邨的服務，在此段時間內屯門市中心及青山公路－新墟段的乘客分別請改乘62P及258P/267X線。
62P
| 屯門市中心開 | 屯門市中心開 | 屯門市中心開 |
| 日期         | 服務時間     | 班次（分鐘） |
| ------------ | ------------ | ------------ |
| 星期一至五   | 05:35-06:35  | 20           |
| 星期一至五   | 06:35-07:05  | 15           |
| 星期一至五   | 07:05-07:45  | 8            |
| 星期一至五   | 07:45-08:20  | 11/12        |
| 星期一至五   | 08:20-09:35  | 15           |
| 星期六       | 05:35、06:00 | 05:35、06:00 |
| 星期六       | 06:20-07:05  | 15           |
| 星期六       | 07:05-08:05  | 10           |
| 星期六       | 08:20        |              |
| 星期六       | 08:35-09:35  | 20           |

62P線星期日及公眾假期不設服務。

## 收費
62P／62X
全程：$18.8
- 畢架山花園往鯉魚門邨：$7.4
- 觀塘市中心往鯉魚門邨：$6.7
- 屯門公路轉車站往兆康站：$9.6*
- 豐景園往兆康站：$5.1*

| - 本線設有12歲以下小童及65歲或以上長者半價優惠。 - 65歲或以上香港居民使用「樂悠咭」，以及12歲以下合資格殘疾兒童使用「殘疾人士身份」個人八達通繳付車資，均可享有每程$2.0或半價（以較低者為準）的票價優惠；12至64歲合資格殘疾人士使用「殘疾人士身份」個人八達通（包括「樂悠咭」），以及60至64歲香港居民使用「樂悠咭」繳付車資，均可享有每程$2.0或全費（以較低者為準）的票價優惠。 - 65歲或以上長者如使用長者或一般個人八達通繳付車資，則只可享有半價優惠；12至64歲合資格殘疾人士如不使用「殘疾人士身份」個人八達通，以及60至64歲人士如不使用「樂悠咭」繳付車資，必須繳付全費。 - 乘客可以現金或八達通於上車時付款，不設找續。 - 每位成人乘客可免費攜帶最多兩名4歲以下而不佔座位的兒童乘客乘車，超額之4歲以下小童必須繳付小童車費乘車。 - 持有「九巴月票」之乘客在車票有效期內，每日可享最多10程任何九龍巴士及龍運巴士路線（包括本路線，以及聯營路線的九龍巴士／龍運巴士提供的班次；惟乘搭機場「A」及「NA」線則可享原價二七折優惠（不會計算每天10次合資格車程））；而B1線則每日可享最多各2程（不會計算每天10次合資格車程）。 - 九龍巴士、城巴、龍運巴士及陽光巴士全職員工及家屬（不包括外判職員）可免費乘搭本路線，惟必須拍職員或職員家屬八達通。 - 乘客亦可透過多元化電子支付系統（e度嘟）繳付車資，包括使用非接觸式VISA卡、JCB卡、萬事達卡、銀聯卡、美國運通、大來國際、Discover Card、Apple Pay、Google Pay、Samsung Pay、AlipayHK「易乘碼」、支付寶、WeChatHK／微信支付「搭車碼」、銀聯雲閃付「乘車碼」及BOC Pay「乘車碼」。乘客使用此付款方式，使用此支付方式的乘客可享有中途下車之分段收費，以及與其他九巴／龍運獨營路線或聯營線九巴／龍運班次之轉乘優惠，惟不適用於與非九巴／龍運路線之轉乘優惠，亦不能享有「公共交通費用補貼計劃」及「長者及合資格殘疾人士公共交通票價優惠計劃」。 |

有*號的收費不適用於62P線

### 八達通轉乘優惠
乘客登上本線後150分鐘內以同一張八達通卡轉乘以下路線，或從以下路線登車後150分鐘內以同一張八達通卡轉乘本線，次程可獲車資折扣優惠：
62X←→九龍市區及將軍澳路線，次程可獲$4.2折扣優惠
- 62X往鯉魚門邨 → 2F、3M、13M、14B、15A、16M、23M、28B、29M、91、91M、92、98、98A、211、213M/213S、214、216M、290、290A、290B、290X或296A
- 2F、3M、13M、14B、15A、16M、23M、28B、29M、91、91M、92、98、98A、211、213M/213S、214、216M、290、290A、290B、290X或296A → 62X往屯門

62X←→14X
- 62X往鯉魚門邨 → 14X往鯉魚門，次程可獲$4.4折扣優惠
- 14X往尖沙咀 → 62X往屯門，次程可獲$7.4折扣優惠

62X←→14S，次程可獲$1折扣優惠
- 62X往鯉魚門邨 → 14S往將軍澳華人永遠墳場
- 14S往油塘 → 62X往屯門

## 使用車輛
現時本線共獲派12輛雙層巴士作掛牌車，車型分佈如下：使用7部12.8米亞歷山大丹尼士Enviro 500 MMC、3部12米富豪B8L及2部12米比亞迪B12D，均屬屯門車廠和九龍灣車廠。
| 車隊編號  | 車牌   |
| --------- | ------ |
| BED8      | YX4797 |
| BED35     | YX6348 |
| 3ATENU160 | VN5895 |
| 3ATENU161 | VN6247 |
| 3ATENU169 | VN6383 |
| 3ATENU174 | VN8155 |
| 3ATENU179 | VP3112 |
| 3ATENU180 | VP3693 |
| E6X275    | YM3390 |
| V6B99     | WG9783 |
| V6B155    | WV2582 |
| V6B156    | WV2953 |

## 行車路線
62X／62P
兆康站開經：青山公路－新墟段、杯渡路、屯門鄉事會路、屯門市中心公共運輸交匯處、屯門鄉事會路、海珠路、海皇路、皇珠路、屯門公路、屯門公路巴士轉乘站、屯門公路、青朗公路（汀九橋）、青衣西北交匯處、長青公路、長青隧道、青葵公路、呈祥道、龍翔道、蒲崗村道、彩虹道、彩虹通道、太子道東、觀塘道、觀塘道天橋、觀塘道、觀塘道下通道、觀塘道、鯉魚門道、高超道及欣榮街。
62P線由屯門市中心公共運輸交匯處開出，不經斜體字之路段。
鯉魚門邨開經：欣榮街、茶果嶺道、高超道、油塘公共運輸交匯處、高超道、鯉魚門道、觀塘道、觀塘道下通道、觀塘道、彩虹交匯處、龍翔道、呈祥道、青葵公路、長青隧道、長青公路、青衣西北交匯處、青朗公路（汀九橋）、屯門公路、屯門公路巴士轉乘站、屯門公路、皇珠路、海皇路、海珠路、屯門鄉事會路及青山公路—新墟段。

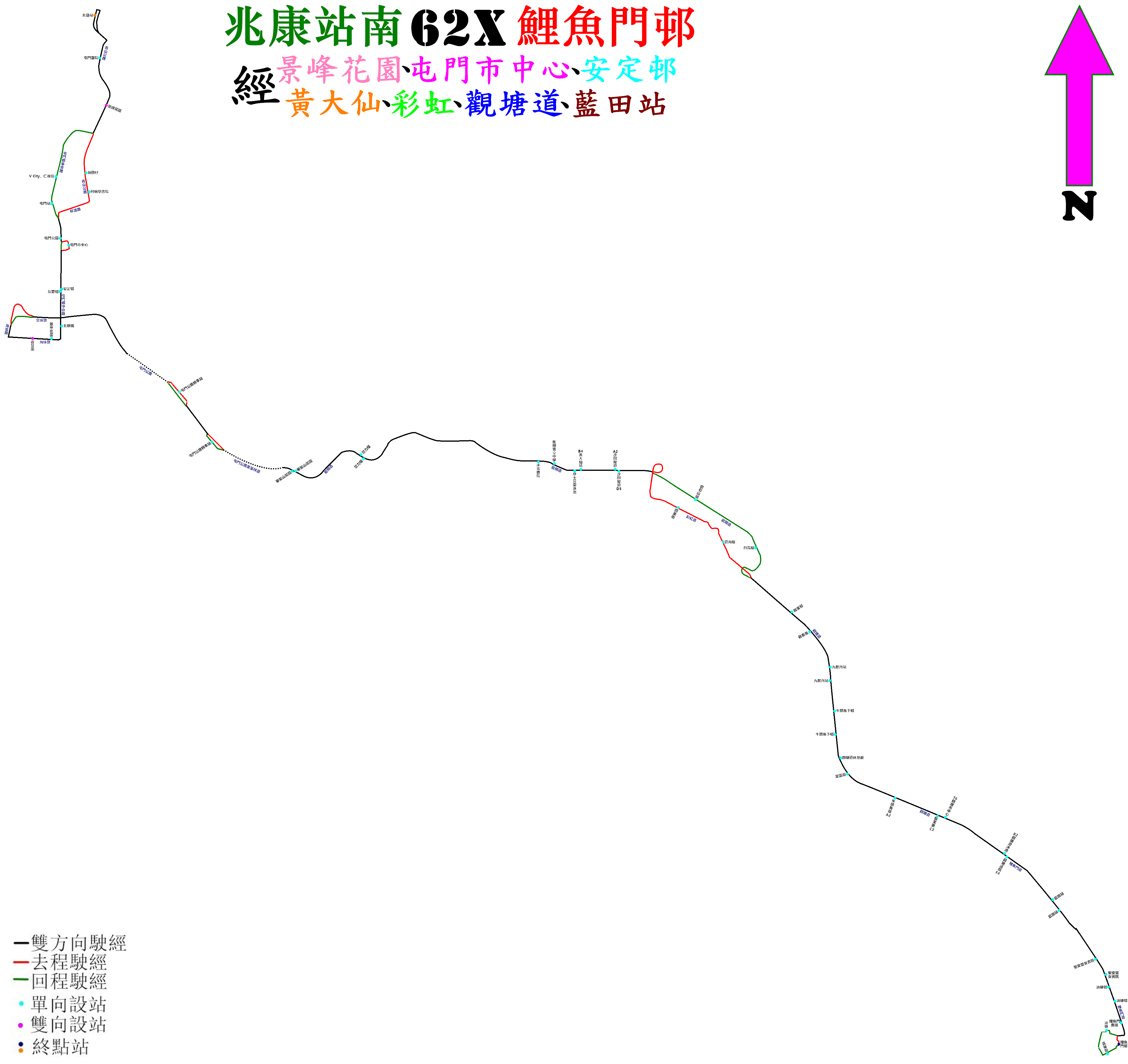
62X線的走線圖

62X線具體停站請參考資訊框
62P線具體停站請參考資訊框

## 外部連結
- 九巴62X線官方網站路線資料 （页面存档备份，存于）